# Augusto Wiese de Osma
Augusto Felipe Wiese de Osma (Lima, 1 de octubre de 1924 - Lima, 4 de octubre de 2016), fue un banquero, empresario y filántropo peruano.

## Biografía
Su padre fue don Augusto N. Wiese Eslava, hijo de Wilhelme Wiese Riecke y de Sofía Eslava y Salmón. Su madre fue Virginia de Osma Porras, hija de Felipe de Osma y Pardo y Virginia Porras Osores, hermana del canciller Melitón F. Porras Osores y tía del académico Raúl Porras Barrenechea, su madre Virgina Porras Barrenechea es descendiente del Presidente interino del Perú José M. Raygada.
Asimismo, fue hermano del banquero Guillermo Wiese de Osma y tío de la artista Verónica Wiese Miró Quesada así como también de Susana de la Puente Wiese, economista y ex embajadora del Perú en el Reino Unido.
Se casó el 14 de mayo de 1955 en Lima con doña María Luisa Moreyra Porras.
Practicó el surf en el exclusivo Club Waikiki, junto a su hermano, Guillermo Wiese de Osma, y a otras figuras como Carlos Dogny (fundador del club), participando en varios campeonatos y llegando a ser campeón nacional. Fue también un gran aficionado al ajedrez, a la pesca y a la náutica.

## Vida profesional
Trabajó en el Banco Wiese Ltdo., fundado por su padre en 1943 y perteneciente al Grupo Wiese. En septiembre de 1999, el banco familiar, tras el salvataje bancario del Estado, se fusionó con el Banco de Lima-Sudameris, fundado por el Crédit Lyonnais de Francia. Para el 2006, la mayoría de las acciones, pertenecientes a Intesa Sanpaolo, fueron vendidas a la canadiense Scotiabank, que absorbió el banco, desapareciendo así el Banco Wiese Ltdo.
Fue también caballero de la Soberana Orden de Malta, presidente de la Cámara de Comercio de Lima y presidente del Club Nacional (1981-1984).